# Matthias Jabs
Matthias Jabs (ur. 25 października 1955 w Hanowerze) – niemiecki gitarzysta hardrockowy, członek grupy Scorpions.
Naukę gry na gitarze rozpoczął w wieku 13 lat. Zafascynowała go gra mistrza gitary – Jimiego Hendriksa. Początkowo uczył się na pamięć utworów Hendriksa, a do jego ulubionych należał "All Along the Watchtower". Matthias na poważnie zaczął myśleć o karierze rockowego gitarzysty i postanowił przyłączyć się do zespołów "Lady" i "Fargo".
Gdy w niemieckim zespole Scorpions zwolniło się miejsce po odejściu Michaela Schenkera z rekomendacji młodszego z braci Schenkerów do zespołu dołączył Matthias Jabs. Zespół miał w planie wydanie płyty. W nagrywaniu albumu wzięło udział trzech gitarzystów – Rudolf Schenker, Matthias Jabs oraz wyrzucony z UFO Michael Schenker.
Po wydaniu płyty Lovedrive Jabs na dobre zadomowił się w niemieckim zespole. Brał udział w komponowaniu muzyki do tekstów Klausa Meine oraz w późniejszym czasie sam zaczął pisać słowa niektórych utworów. Z zespołem Scorpions nagrał w sumie 20 płyt.
Matthias Jabs jest gitarzystą typowo zespołowym. Ma ogromny wkład w działalność zespołu. Takie utwory jak "Blackout", "No One Like You" czy "The Zoo" są klasykami światowego rocka. Utwory nagrywane z Jabsem cechują się dużą ilością doskonałych alikwotów, pick slidów, legat oraz różnych zabaw systemem tremolo. Solówki w utworach takich jak "Rock You Like a Hurricane", "No One Like You" czy wcześniej wspomnianym "The Zoo" (tu został użyty efekt "talk box") to popisy formatu światowego rocka.

## Filmografia
| Tytuł               | Rok  | Rola        | Uwagi                                           | Źródło |
| ------------------- | ---- | ----------- | ----------------------------------------------- | ------ |
| "Metal Evolution"   | 2012 | jako on sam | serial dokumentalny, odc. pt. "Power Metal"     | [ 4 ]  |
| "Forever and a Day" | 2015 | jako on sam | film dokumentalny, reżyseria: Katja von Garnier | [ 5 ]  |

## Odznaczenia
- Order Zasługi Dolnej Saksonii I klasy (2023)[6]